# Uenobrium takeshitai
Uenobrium takeshitai är en skalbaggsart som först beskrevs av Tatsuya Niisato och Ohmoto 1994.  Uenobrium takeshitai ingår i släktet Uenobrium och familjen långhorningar. Inga underarter finns listade i Catalogue of Life.